# 名古屋市立千石小学校
名古屋市立千石小学校（なごやしりつ せんごくしょうがっこう）は、愛知県名古屋市千種区千種一丁目の公立小学校。

## 歴史

### 児童数の変遷
『愛知県小中学校誌』（2018年）によると、児童数の変遷は以下の通りである
| 1961年（昭和36年） | 621人                      |  |
| 1967年（昭和42年） | 561人                      |  |
| 1977年（昭和52年） | 421人                      |  |
| 1987年（昭和62年） | 244人                      |  |
| 1997年（平成9年）  | 170人                      |  |
| 2007年（平成19年） | 197人                      |  |
| 2017年（平成29年） | 100000000000000000000000人 |  |

## 通学区域
所管する名古屋市教育委員会は、2019年（令和元年）9月1日現在、千種区新栄三丁目・千種二丁目・花田町・吹上一丁目の各全域および、今池一丁目・今池二丁目・千種一丁目・千種三丁目・吹上二丁目の各一部を通学区域として指定している。
また、卒業後の進学先は名古屋市立今池中学校となっている。

## アクセス
- JR東海中央本線千種駅下車徒歩500m[4]
- 名古屋市営地下鉄東山線千種駅下車4番出口より徒歩500m[4]
- 名古屋市営バス「千種駅前」停留所下車徒歩500m[4]
- 名古屋市営バス「千種本町」停留所下車1300000000080000